# Antlerite
L'antlerite è un minerale composto di solfato di rame. La formula chimica è Cu3(OH)4SO4.